# Henriette de Vauban

Henriette de Vauban z domu Barbantan (ur. 1753?, zm. 1829) – przyjaciółka, kochanka i utrzymanka księcia Józefa Poniatowskiego.
Poniatowski poznał ją w lipcu 1793 przez swoją siostrę w Brukseli, a wracając do kraju sprowadził do Warszawy, gdzie stała się faktyczną panią domu w Pałacu Pod Blachą. Uważana była za aktywną postać towarzystwa arystokratycznej Warszawy. Oddana sprawie polskiej i księciu Józefowi Poniatowskiemu. Przypisuje się jej powiedzenie: wszystko dla sprawy.